# لاري كينغ لايف
لاري كينغ لايف (بالإنجليزية: لاري كينغ لايف)‏ هو برنامج تلفزيوني يقدمه لاري كينغ على قناة سي أن أن الأمريكية منذ جوان 1985.
يعتبر البرنامج واحدا من أقدم البرامج الحوارية الأمريكية. البرنامج هو أيضا أول برنامج حواري يذاع دوليا ويسمح للمشاهدين في أي مكان في العالم بالاتصال وطرح أسئلة
يقدم لاري كينغ برنامجه، الذي يستمر ساعة، خمس مرات في الأسبوع، مرتديا زيه التقليدي المتمثل في قميص وبنطال ذا حمالات، من الاستوديو الخاص به في نيويورك أو لوس أنجليس أو من أي مكان تقوده إليه الأخبار. وهذا البرنامج هو الأشهر على شاشة «سي. إن.إن» منذ 25 عاما.

## ضيوف البرنامج
استضاف كينغ في برنامجه كل رؤساء الولايات المتحدة الجدد انطلاقاً من الرئيس الأميركي ريتشارد نيكسون. من أهم نجاحات البرنامج استضافته رئيس منظمة التحرير الفلسطينية ياسر عرفات ورئيس الوزراء الإسرائيلي إسحق رابين والعاهل الأردني الملك حسين معاً في لقاء تاريخي واحد عام 1995.
كما قابل الرئيس الليبي السابق معمر القذافي للحديث معه عن قضية المقراحي المتهم بتفجير طائرة وذلك بعد أن تم إطلاق صراحة من أحد السجون الأوروبية
في سنة 2006 سجل كينغ رقماً قياسياً، بعدما حاور في برنامجه أكثر من خمسة آلاف شخصية.
و منذ مدة وبرنامج لاري كينج بالأضافة لبثه على cnn أصبح أحد البرامج التي يمكن تحميلها كـ بودكاست عن طريق أحد برامج البود كاتشرز

## وصلات خارجية
- لاري كينغ لايف على موقع IMDb (الإنجليزية)
- لاري كينغ لايف على موقع ميتاكريتيك (الإنجليزية)
- لاري كينغ لايف على موقع الموسوعة البريطانية (الإنجليزية)
- لاري كينغ لايف على موقع كينوبويسك (الروسية)
- لاري كينغ لايف على موقع قاعدة بيانات الفيلم (الإنجليزية)